# ماكس هوبر (لاعب كرة قدم كندية)
ماكس هوبر (بالإنجليزية: Max Huber)‏ هو لاعب كرة قدم كندية أمريكي، ولد في 8 أكتوبر 1945 في ميسا في الولايات المتحدة.